# 田中文哉
田中 文哉（たなか ふみや、8月13日 - ）は、日本の男性声優。アトミックモンキー所属。神奈川県出身。

## 略歴
小中学生はリレーの選手になるくらいの運動神経と性格も明るかったが、高校になると暗くなり、今に至る。
深夜ラジオ（特にTBSラジオ『JUNK』）が好きで、ラジオが放送されるまでの時間にテレビでやっていたアニメを見て声優を目指すようになった。
高校在学中に日本ナレーション演技研究所に3年間通うが肩を叩かれ、「居てもいいけどどうする？」の流れから「声優になる未来しか全く考えてなかった。なれなそうなの？」と、将来が見えなくなり髪を染めてピアスを開ける。
2010年第4回81プロデュースオーディション小学館賞受賞。2011年アトミックモンキー声優・演技研究所第6期として入所し卒業。

## 人物
好きなアニメは『カウボーイビバップ』と『BLACK LAGOON』。
趣味は野球観戦（横浜DeNAベイスターズのファン）、音楽鑑賞（特にデスメタル）。
出演している『ピングー in ザ・シティ』ではピングー以外の全てのキャラクターを演じている。

## 出演
太字はメインキャラクター。

### テレビアニメ
2015年
- 雛蜂（男子生徒B、兵士）

2017年
- カードファイト!! ヴァンガードG NEXT（観光客）
- プリンセス・プリンシパル（武士）
- ピングー in ザ・シティ（2017年 - 2019年、ピングー以外の全てのキャラ） - 2シリーズ

2018年
- カードキャプターさくら クリアカード編（生徒）
- 多田くんは恋をしない（来賓者）
- 逆転裁判 〜その「真実」、異議あり!〜（外人B）

2019年
- ソードアート・オンライン アリシゼーション War of Underworld（2019年 - 2020年、アメリカ人ゲーマー、暗黒騎士、米国プレイヤー、プレイヤー） - 2シリーズ

2020年
- Fate/Grand Order -絶対魔獣戦線バビロニア-（ウルク市民）
- ランウェイで笑って（男性スタッフB）
- シャドウバース（クラスメイト）
- カードファイト!! ヴァンガード外伝 イフ-if-（四天王02、メンバーC、アーティラリーマン、男子生徒）
- ムヒョとロージーの魔法律相談事務所（こっくりさんの霊）
- 富豪刑事 Balance:UNLIMITED（男）
- かえるのピクルス - きもちのいろ -（野球少年A）

2021年
- WAVE!!〜サーフィンやっぺ!!〜（カラーニ）
- 擾乱 THE PRINCESS OF SNOW AND BLOOD

2022年
- ヒロインたるもの!〜嫌われヒロインと内緒のお仕事〜（カメラマン）
- ヒーラー・ガール（医師達）

2023年
- アルスの巨獣（射手、作業員）
- うちの会社の小さい先輩の話（男性B）

2024年
- ゆびさきと恋々（留学生A）
- 名探偵コナン（成岡亮）
- 忘却バッテリー（氷河高校野球部）
- 異世界ゆるり紀行 〜子育てしながら冒険者します〜（パン屋の店長）
- トリリオンゲーム（オンライン仲間、アメリカ選手）
- ドラえもん（テレビ朝日版第2期）（販売員の男性、男性）

2025年
- 君のことが大大大大大好きな100人の彼女（ピエール・ジェラオ）
- SAKAMOTO DAYS（乗客）

### 劇場アニメ
- 劇場版イナズマイレブン 最強軍団オーガ襲来（2010年、テニス部員）
- 遊☆戯☆王 THE DARK SIDE OF DIMENSIONS（2016年）
- 銀魂 THE FINAL（2021年）
- 竜とそばかすの姫（2021年）
- あんさんぶるスターズ!!-Road to Show!!-（2022年、男性）

### Webアニメ
- 賭ケグルイ双（2022年、生徒C）

### ゲーム
- サウザンドメモリーズ（2016年、縛鬼の鎌士ソル、蛇骨の首魁オロチ[17]）
- 三国ブレイズ（2016年、[18]）
- Ragnarokヴァルハラサーガ（2017年、ニアイ[19]）
- Readyyy!（2019年、清水弦心[20]）
- でみめん（2019年、キングフィッシャー[21]）
- Bright Memory（2019年、ウェイク、敵兵士A[22]）
- モンスターストライク（2020年 - 2021年、マーチ[23]、オルフェウス〈獣神化〉[24]）
- 崩壊:スターレイル（2023年[25]）

### ボイスドラマ
- オーディオシネマ「2回目のファーストキス」（2015年、佐藤大吉）

### BLCD
- 明けても暮れても-続　いつか恋になるまで-（2022年、濱野）

### ラジオ
※はインターネット配信。
- Readyyy! Ohhh!（2018年、音泉※）[26]
- &CAST!!!アワー ラブエール!（2019年 - 2020年、&CAST!!!※）[27]
- 学園執事（2021年 - 2022年 、超A&G+ ※）

### 舞台
- 劇団ヘロヘロQカムパニー「獄門島」（2012年、船員）
- 劇団ヘロヘロQカムパニー「リザードマン」（2013年、研究員）
- 朗読劇文豪、そして殺人鬼（2021年）
- 朗読劇シルエクトvol2-ホンネとタテマエ-（2022年）
- 朗読劇ネガイバナ（2022年）
- 朗読劇二階堂優の事件簿〜ラビュリントスの迷宮〜（2023年、息子）
- The silent プレイ 〜美しい秘密〜（2024年、二条綾斗、颯斗）

## ディスコグラフィ

### キャラクターソング
| 発売日   | 商品名                        | 歌 | 楽曲                                                     | 備考                     |
| 2018年   | 2018年                        | 2018年 | 2018年                                                   | 2018年                   |
| -------- | ----------------------------- | --- | -------------------------------------------------------- | ------------------------ |
| 4月14日  | Readyyy! Project              | La-Veritta | 「BEAT IN LOVE」                                         | ゲーム『Readyyy!』関連曲 |
| 6月3日   | Readyyy! Project 第2弾        | La-Veritta | 「COLOR」                                                | ゲーム『Readyyy!』関連曲 |
| 9月22日  | Readyyy! Project 第3弾        | La-Veritta | 「鳳翔」                                                 | ゲーム『Readyyy!』関連曲 |
| 2019年   |                               | |                                                          |                          |
| 3月27日  | Readyyy! Selections           | SP!CA、摩天ロケット、Just 4U、RayGlanZ、La-Veritta | 「Special Medley」                                       | ゲーム『Readyyy!』関連曲 |
| 8月17日  | Readyyy! 第4弾                | La-Veritta | 「華の在り処」 「nineteen! feat.La-Veritta -short ver-」 | ゲーム『Readyyy!』関連曲 |
| 2021年   |                               | |                                                          |                          |
| 12月22日 | Readyyy! 第5弾                | La-Veritta | 「光の欠片」                                             | ゲーム『Readyyy!』関連曲 |
| 12月22日 | RE:motion                     | SP!CA、摩天ロケット、Just 4U、RayGlanZ、La-Veritta | 「RE:motion」                                            | ゲーム『Readyyy!』関連曲 |
| 2022年   |                               | |                                                          |                          |
| 6月22日  | Readyyy! T.O.P Idol SHOW!! EP | Team Iris (清水弦心（CV: 田中文哉）, 伊勢谷全（CV: 大町知広）, 藤原蒼志（CV: 澤田龍一）, 紺野梓（CV: 遠藤淳）, 明石達真（CV: 黒木陽人）, 五十嵐比呂（CV: 小宮逸人）) | ｢One」                                                   | ゲーム『Readyyy!』関連曲 |
| 2023年   |                               | |                                                          |                          |
| 7月30日  | Are you Readyyy？             | SP!CA、摩天ロケット、Just 4U、RayGlanZ、La-Veritta | 「Are you Readyyy？」                                    | ゲーム『Readyyy!』関連曲 |

## ライブ・イベント

### 合同ライブ
| 出演日             | タイトル                                                                               | 会場                             |
| ------------------ | -------------------------------------------------------------------------------------- | -------------------------------- |
| 2018年2月14日      | 『Readyyy!』プロジェクト2月14日制作発表vol.1                                           | 六本木ニコファーレ（東京都）     |
| 2018年3月14日      | 『Readyyy!』プロジェクト3月14日制作発表Vol.2                                           | 六本木ニコファーレ（東京都）     |
| 2018年4月14日      | 【セガフェス2018】『Readyyy!』ゴー☆ルドステージ Vol.0 〜僕ら、本格始動します！〜       | ベルサール秋葉原（東京都）       |
| 2018年4月28日      | 『Readyyy!』ゴー☆ルドステージ Vol.1 〜僕ら、明日に向かって歌います！〜                 | 原宿クエストホール（東京都）     |
| 2018年5月13日      | 『Readyyy!』ゴー☆ルドステージ Vol.2 〜僕ら、晴れやかにおもてなしします！〜             | よみうりホール（東京都）         |
| 2018年6月3日       | 『Readyyy!』ゴー☆ルドステージ Vol.3 〜僕ら、雨ニモマケズおもてなしします！〜           | よみうりホール（東京都）         |
| 2018年7月16日      | 『Readyyy!』ゴー☆ルドステージ Vol.4 〜僕ら、夏の太陽より熱くおもてなしします！〜       | よみうりホール（東京都）         |
| 2018年7月22日      | 『Readyyy!』ゴー☆ルドステージ Vol.4.5 〜僕ら、池袋で2日間おもてなしします！〜          | セガ池袋GiGO 7F（東京都）        |
| 2018年8月26日      | 『Readyyy!』ゴー☆ルドステージ Vol.5 〜僕ら、夜空の花火よりも盛大におもてなしします！〜 | よみうりホール（東京都）         |
| 2019年5月11日      | Readyyy! Happyyy! Partyyy! 2019                                                        | 日本消防会館（東京都）           |
| 2019年8月14日      | ディアプロ夏祭り〜OTODAMA de ソイヤ！〜                                                | OTODAMA SEA STUDIO（神奈川県）   |
| 2020年2月8日       | Readyyy! 2nd anniversary LIVE "THE NEW MOMENT"                                         | 恵比寿 The Garden Hall（東京都） |
| 2021年3月13日,14日 | Readyyy! 3rd anniversary Live “LINK THE MOMENT”                                        | Yokohama 1000 CLUB（神奈川県）   |
| 2022年2月13日      | Readyyy! 4th Anniversary Live "Twinkle of Protostars"                                  | 豊洲ピット（東京都）             |